# Збукирева, Екатерина Яковлевна
Екатерина Яковлевна Збукирева (ум. 1886) — первая из русских сестер милосердия; участница Крымской и Русско-турецкой войн.

## Биография
Жена коллежского асессора служившего в должности уездного почтмейстера в городе Бахчисарае. Во время обороны Севастополя в ходе Крымской войны она обратила на себя всеобщее внимание своим подвижничеством и принесенными ею на алтарь отечества жертвами. Екатерина Збукирева практически всё своё небольшое состояние вложила в дело ухода за ранеными, за что удостоилась лестного письменного отзыва от главнокомандующего князя А. С. Меньшикова и в течение своей слишком тридцатилетней деятельности была неоднократно награждена орденами и другими знаками отличия. Она также принимала участие в качестве сестры милосердия и в Русско-турецкой войне 1877—1878 гг.
Екатерина Яковлевна Збукирева умерла 10 октября 1886 года в крайней бедности, почти в нищете, не оставив после себя даже денег на похороны.
В бумагах её сохранилось несколько писем и документов о Севастопольской кампании.

## Награды
- Медаль «За защиту Севастополя»
- Медаль «В память войны 1853—1856» и др.